# Оґа

39°53′12″ пн. ш. 139°50′51″ сх. д. / 39.88667° пн. ш. 139.84750° сх. д.
О́ґа (яп. 男鹿市, おがし, МФА: [oga ɕi̥]) — місто в Японії, в префектурі Акіта.

## Короткі відомості
Розташоване в західній частині префектури, на півострові Оґа, на березі Японського моря. Виникло на основі середньовічного портового містечка. Засноване 31 березня 1954 року шляхом об'єднання містечка Фунакавако з селами Вакімото, Іріай, Оґа-Нака, Тоґа. Основою економіки є сільське господарство, рибальство, деревообробка, видобуток і переробка нафти. Під час новорічних свят в місті відбуваються карнавальні святкування. Станом на 1 жовтня 2007 площа міста становила 240,80 км². Станом на 1 липня 2008 населення міста становило 33 717 осіб.